# Clan Kiyohara
 (mars 2022).

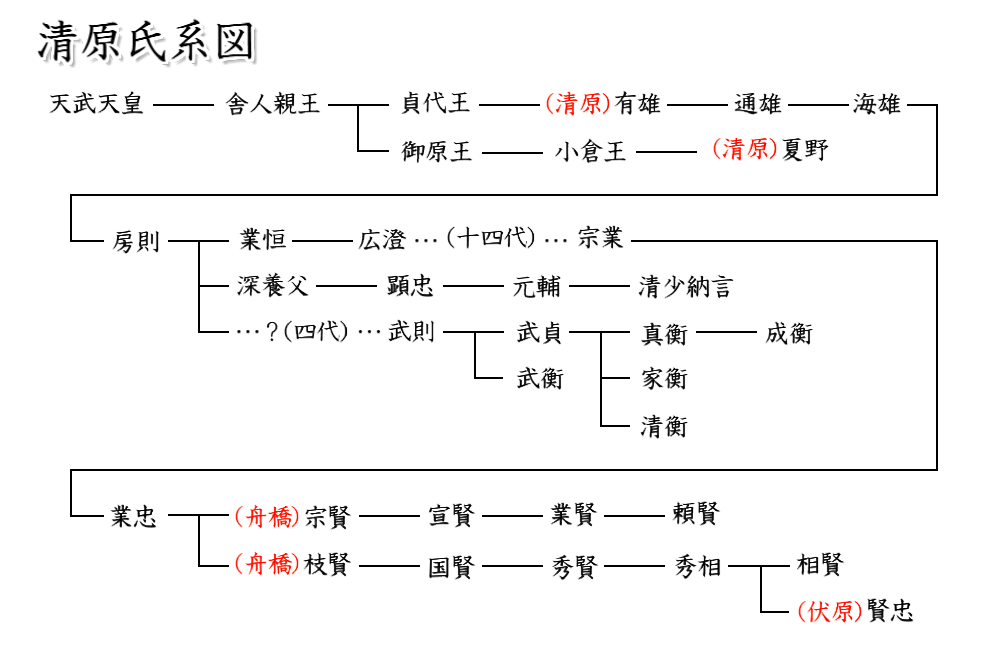
Arbre généalogique du clan Kiyohara

Le clan Kiyohara (清原氏, Kiyohara-shi) est un puissant clan de la région de Tōhoku durant l'époque de Heian. Il descend du prince Toneri, fils de l'empereur Temmu (631-686).
Kiyohara no Fusanori (IXe siècle) a deux fils : l'ainé est l'ancêtre de la branche familiale de samouraïs de la province de Dewa ; le cadet est l'ancêtre de la branche kuge (nobles de cour) du clan.
La position de gouverneur de la province se transmet de génération en génération dans la famille. Les Kiyohara sont particulièrement connus pour leur engagement dans les guerres de Zenkunen et Gosannen au XIe siècle.
La première guerre de neuf ans (前九年合戦, Zenkunen kassen) éclate en 1051 quand Minamoto no Yoriyoshi et son fils, Yoshiie, arrivent au nord du pays en provenance de Kyoto comme agents de la cour impériale. Ils se rendent dans la région afin de mettre un terme au conflit qui oppose le gouverneur de la province de Mutsu (qui longe la partie de la province Dewa des Kiyohara) et le Chinjufu-shōgun (« défenseur du Nord »), Abe no Yoritoki. Le gouverneur Kiyohara de Dewa a envoyé des guerriers pour soutenir l'entreprise des Minamoto et a ainsi aidé à leur victoire sur le clan Abe en 1063.
Les Kiyohara prennent alors le contrôle des administrations de Mutsu et de Dewa. Dans les vingt années qui suivent, querelles et conflits surviennent dans la famille relativement aux intérêts divergents nés des mariages croisés entre différentes familles de guerriers. Kiyohara no Masahira, Kiyohara no Iehira et Kiyohara no Narihira, chefs des branches de la famille, créent de tels désordres que Minamoto no Yoshiie, qui a pris l'ancien poste de défenseur du Nord que détenaient les Abe, estime nécessaire d'intervenir dans le conflit. En 1083, il est nommé gouverneur de la province de Mutsu et arrive au nord pour essayer de résoudre pacifiquement la situation. Il est rapidement contraint de recourir à ses troupes. Après beaucoup de combats, la violence prend fin. Iehira et son oncle Kiyohara no Takahira sont tués et les autres chefs Kiyohara se rendent. Le contrôle des deux régions, Dewa et Mutsu, passe alors aux mains de Fujiwara no Kiyohira, un allié de Yoshiie.
La branche kuge perpétue sa tradition d'études, produisant des écrivains, des savants, des poètes et des artistes. Les descendants possèdent de façon héréditaire le poste de daigeki. Kiyohara no Yorinari (1122-1189), fils du daigeki Kiyohara no Suketada, est gouverneur de la province d'Etchu et excelle en matière de droit, de littérature et d'histoire. La résidence du clan à Kyoto est détruite avec tous les livres et les rouleaux qu'elle contient durant la guerre d'Ōnin à la fin du XVe siècle.

## Membres notables du clan Kiyohara
- Kiyohara no Fukayabu
- Kiyohara no Motosuke
- Sei Shōnagon : fille de Motosuke et une des plus célèbres poétesse de l'histoire du Japon
- Kiyohara no Natsuno : juriste du IXe siècle
- Kiyohara no Takahira
- Kiyohara no Iehira
- Kiyohara no Masahira
- Kiyohara no Narihira